# Margareta Merini
Margareta Merini Nelipčić (? – ?, iza 1400.), splitska plemkinja i cetinska kneginja; supruga cetinskog kneza Ivana Nelipčića.
Ne zna joj se točno porijeklo, ali se pretpostavlja da je bila porijeklom plemkinja iz grada Splita. Sa suprugom Ivanom imala je dvoje djece, sina Ivaniša, posljednjeg cwtinskog kneza iz obitelji Nelipić te kći Jelenu Nelipčić koja je prvotno bila supruga bosanskog vojvode Hrvoja Vukčića Hrvatinića († 1416.), a potom bosnaskog kralja Stjepana Ostoje († 1418.).
Poslije suprugove smrti, oko 1379. godine, preuzela je vladanje nad Cetinskom knežijom u ime maloljetnog sina Ivaniša. Dana 17. studenog 1385. godine zamolila je kninski kaptol da joj izda prijepis isprave iz 1345. godine kojom su se njen pokojni suprug Ivan i njegova majka Vladislava Kurjaković pogodili s banom Nikolom Széchyjem. Godine 1388. pozvao je kralj Žigmund hrvatske velikaše, među kojima i Margaretu Nelipčić da pomognu Kažotiće protiv nekih odmetnutih građana u Trogiru.
Dana 3. rujna 1390. godine bili su kneginja Margareta i njen sin Ivaniš primljeni plemiće grada Zadra, a dvije godine kasnije građani Trogira su predali njoj i njenom sinu jednu kuću i vrt u Trogiru te tri sela: Paprutnicu, Ljubotinu i Dusine u trogirskom kotaru. Poslije toga se više ne spominje u izvorima, jer je Ivaniš u međuvremenu postao punoljetan te je preuzeo vladanje nad svojim zemljama.a

## Vanjske poveznice
- Nelipčići – Hrvatska enciklopedija
- Nelipčići (Nelipići) – Proleksis enciklopedija
- Nelipčići – Hrvatski opći leksikon